# Isotomodes rosae
Isotomodes rosae är en urinsektsart som beskrevs av Arbea 2006. Isotomodes rosae ingår i släktet Isotomodes och familjen Isotomidae. Inga underarter finns listade i Catalogue of Life.